# Pilargis papillata
Pilargis papillata är en ringmaskart som beskrevs av Pamela C. Rasmussen 1973. Enligt Catalogue of Life ingår Pilargis papillata i släktet Pilargis och familjen Pilargidae, men enligt Dyntaxa är tillhörigheten istället släktet Pilargis och familjen Pilargiidae. Arten är reproducerande i Sverige. Inga underarter finns listade i Catalogue of Life.